# Paraxiphodon
Paraxiphodon — вимерлий рід парнокопитних (родина Xiphodontidae) з пізнього еоцену Франції (Робіак-Норд і Фонс). Включено два види: P. teulonensis і P. cournovensis. Рід продемонстрував продовження існування Xiphodontidae принаймні в нижньому олігоцені.